# Стадницька сільська рада (Вінницький район)
| Стадницька сільська рада — колишній орган місцевого самоврядування у Вінницькому районі Вінницької області з адміністративним центром у c. Стадниця. Сільській раді підпорядковані населені пункти: - c. Стадниця |

## Склад ради
Рада складається з 18 депутатів та голови.

## Керівний склад сільської ради
| ПІБ                             | Основні відомості                                                 | Дата обрання | Дата звільнення |
| ------------------------------- | ----------------------------------------------------------------- | ------------ | --------------- |
| Яклюшин Владислав Володимирович | Сільський голова, 1975 року народження, освіта, безпартійний      | 26.03.2006   | 31.10.2010      |
| Яклюшин Владислав Володимирович | Сільський голова, 1975 року народження, освіта вища, безпартійний | 31.10.2010   |                 |

Примітка: таблиця складена за даними джерела